# Janowo (rejon miorski)
Janowo – dawna wieś. Obecnie część Sławszczyzny na Białorusi, w obwodzie witebskim, w rejonie miorskim, w sielsowiecie Miory.

## Historia
W czasach zaborów w gminie Czeress, w powiecie dzisieńskim, w guberni wileńskiej Imperium Rosyjskiego.
W latach 1921–1945 wieś leżała w Polsce, w województwie wileńskim, w powiecie duniłowickim, od 1926 w powiecie postawskim, w gminie Czeress a od 1927 w gminie Miory.
Według Powszechnego Spisu Ludności z 1921 roku zamieszkiwało tu 29 osób, 1 była wyznania rzymskokatolickiego, 24 prawosławnego, a 4 mojżeszowego. Jednocześnie 1  mieszkaniec zadeklarował polską przynależność narodową, 24 białoruską, 4 żydowską. Były tu 4 budynki mieszkalne. W 1931 w 4 domach zamieszkiwało 12 osób.
Wierni należeli do parafii rzymskokatolickiej w Miorach i prawosławnej w m. Czeress. Miejscowość podlegała pod Sąd Grodzki w Druji i Okręgowy w Wilnie; właściwy urząd pocztowy mieścił się w Miorach.